# Marzanna Graff
Marzanna Graff (ur. 21 kwietnia 1969 w Sierpcu) – polska pisarka, aktorka, autorka tekstów piosenek i spektakli teatralnych.

## Życiorys
Od 2005 współpracuje na stałe z teatrem Mam Teatr jako aktorka i scenarzystka.
Przez wiele lat związana była z warszawskimi teatrami Towarzystwo Teatrum i Capitol, a także z kaszubską sceną im. J. Wybickiego jako aktorka i scenarzystka.
W latach 2007–2010 była wykładowcą w Akademii Dobrych Obyczajów, której założycielem był aktor Janusz Zakrzeński.
Współpracowała jako wykładowca z Uniwersytetem Trzeciego Wieku Fundacji Shalom.
Prowadzi zajęcia na Uniwersytecie im. Kardynała Stefana Wyszyńskiego.
W latach 2000–2001 pełniła obowiązki dyrektora Biura Reklamy i Sponsoringu Telewizji Niepokalanów, wchodząc jednocześnie w skład jej zarządu.
Od 1999 współpracuje z mediami (m.in. z Polskim Radiem) tworząc własne audycje i rubryki autorskie.
W latach 2006–2009 współpracowała z kompozytorami i aranżerami Januszem Tylmanem i Czesławem Majewskim przy projekcie Śpiewaj z nami, prowadząc koncerty z ich udziałem i zaproszonych gwiazd.
Od 2008 jest honorowym ambasadorem dzieci chorych na guzy mózgu.

## Życie prywatne
30 grudnia 2011 wyszła za mąż za aktora Aleksandra Mikołajczaka.

## Role w spektaklach teatralnych
- Karolek – jako Emilia, matka Karola Wojtyły (premiera: marzec 2007)[4]
- Aldona – jako lekarka, Kuba (premiera: maj 2007)
- Moja dusza – jako dziennikarka (premiera: wrzesień 2007)[5]
- Wielkie podróże – jako Ania (premiera: październik 2007)
- Bezgłośny krzyk – jako Alicja (premiera: wrzesień 2008)[6]
- Zagubiony Mikołaj – jako Elfetka (premiera: listopad 2008)[7]
- Warto być sobą, czyli życie Anny Milewskiej – jako recenzent (premiera: styczeń 2009)
- Dziewczynka bez uśmiechu – jako Mia (premiera: kwiecień 2009)
- Pociąg wspomnień – jako Anna (premiera: wrzesień 2009)
- Żyrafa Aldona i przyjaciele – jako Anuśka (premiera: luty 2010)
- Daleki dom – jako Danusia (premiera: kwiecień 2010)[8]
- Serca moc – jako Terenia (premiera: wrzesień 2010)[9]
- Podaj dłoń – jako Anna Lubieniecka (premiera: 2011; w Perth, Australia[10]: 2013)
- Walizka – jako asystentka (premiera: 2012)
- Działka – jako matka (premiera: listopad 2013; na Ukrainie: styczeń 2014)[11][12][13][14]
- Wesele od kuchni – jako świadkowa (premiera maj 2014)
- Wiecznie młodzi – jako Elżunia (premiera maj 2015; w Australii: luty 2017[15][16])[17][18]
- Wywiad – jako Jadwiga Gaszycka (premiera wrzesień 2015)[19]
- Czas na Miłość – jako Anna (premiera czerwiec 2016[20][21]; w Australii: luty 2017[22])
- Zamieszanie – jako Zamieszanie (premiera grudzień 2016; w Australii: marzec 2017)[23]
- Pomoc sąsiedzka – jako pani Jola (premiera wrzesień 2017)[24][25]
- Podwieczorek życia – jako Anusia (premiera wrzesień 2018)[26][27][28]
- Błękitny expres – jako Jadwiga Wordyłowicz i Alusia (premiera luty 2019)[17][29]
- Trudno uwierzyć – jako Ela[30][31][32][33]
- Poślubieni Pogubieni – jako Melania[34][35][36]
- Pozamiatane – jako Maria (premiera 21 marca 2021)[37][38]
- Randka w Bistro – jako Violetta, Kasia, Michalina, Mariola, Ula (premiera 14 stycznia 2022)[39][40][41]
- Dżunio – jako Małgorzata Kowalska (Premiera czerwiec 2023)[42]
- Zanim się obudzisz – jako matka (premiera listopad 2023)[43]
- Mój Tata się żeni – jako Marta (premiera czerwiec 2024)[44]

## Twórczość
Książki z cyklu pamiętniki/rozmowy/wspomnienia
- Siła codzienności[45]
- Odnaleźć dobro[46]
- Optymistki[47]
- Artur Barciś. Rozmowy bez retuszu[48]

Bajki dla dzieci
- Bajki Marzanki[49]
- Poczytanki Marzanki[50]
- Przygody Maćka Anioła[51]
- Żyrafa Aldona idzie do przedszkola[52]
- Żyrafa Aldona idzie do dentysty[53]
- Żyrafa Aldona wydaje przyjęcie[54]
- Żyrafa Aldona idzie do ZOO
- Żyrafa Aldona idzie do kościoła
- Świąteczne zamieszanie
- Bajka o odwróconym świecie (książka wydana w języku polskim i kaszubskim)
- Takie Coś i wielkie serce

Teksty piosenek
- Żyrafa Aldona
- Marzenie szczygła
- Kołysanka Misia
- Kader
- Humorek
- Zamieszanie
- Panika
- Dżunio
- Jaki ja jestem
- Sen
- Bajkowe Miasteczko

Płyty CD
- Bajki Marzanki
- Żyrafa Aldona
- Przyjaciółka Aldona. Historia przyjaźni na dziecięcym oddziale onkologicznym
- Bajki Przytulanki Aldony cz 1
- Smokożaba[55]
- Zagubiony Mikołaj[56]
- Zamieszanie

## Nagrody i wyróżnienia
- 2007: Honorowy tytuł „Ambasadora Sybiraków” za rolę dziennikarki walczącej o ujawnienie prawdy o Sybirakach w spektaklu Moja Dusza; wyróżnienie otrzymała z rąk prezydenta Lecha Wałęsy podczas Światowego Zjazdu Sybiraków
- 2008: Nagroda za rolę Alicji w spektaklu Bezgłośny krzyk
- 2009: Honorowy tytuł „Ambasadora Sybiraków” (ponownie) za całokształt współpracy z organizatorami Światowego Zjazdu Sybiraków
- 2009: „Bursztynowe drzewo” w kategorii „Najlepszy aktor” za rolę w spektaklu Pociąg wspomnień (nagroda przyznawana przez Kaszubów za zasługi wobec kultury)[57]
- 2010: „Bursztynowe drzewo” w kategorii „Poezja, proza” za scenariusze spektakli wystawianych również na Kaszubach, m.in. w teatrze im. J. Wybickiego, oraz za teksty książek[58]
- 2012: Nagroda specjalna „Pod Skrzydłami Anioła”[59]
- Otrzymała dwukrotnie szczególne wyróżnienie Rzecznika Praw Dziecka (z rąk kolejnych osób piastujących ten urząd): dyplom „O lepszą przyszłość dziecka” oraz tytuł „Pro Infantis Bono” za „przekazywanie w spektaklach i książkach idei rozmawiania z dziećmi o trudnych tematach”
- 2017: Złoty Laur Sceny wręczony na deskach poznańskiego Teatru Scena na Piętrze[60]
- 2019: złote odznaczenie „Klimat dla sceny”[61]
- 2023 „Nagroda Publiczności” w Perth za sezon 2022/2023[62]